# Tereza Černochová
Tereza Černochová (ur. 13 lipca 1983 w Pradze) – czeska piosenkarka, córka Karela Černocha.
W październiku 2000 r. po raz pierwszy spotkała Helenę Zeťovą i Terezę Kerndlovą, a od kwietnia 2001 r. tworzyła z nimi girlsband Black Milk, którego pierwszy album pt. Modrej dým ukazał się w czerwcu 2002 r. W tym samym roku grupa zdobyła Czeskiego Słowika w kategorii Objawienie Roku. W 2003 roku zespół wydał album Sedmkrát. W 2004 roku w grupie pojawiły się nieporozumienia, a wiosną 2005 r. wokalistki postanowiły zakończyć współpracę.
W 2007 roku wydała swój debiutancki album pt. Small Monstrosities.
W 2010 roku ukończyła studia magisterskie z biotechnologii rozrodu na Czeskim Uniwersytecie Rolniczym w Pradze.

## Dyskografia
- Small Monstrosities (2007)
- Škrábnutí (2015)